# Taiga

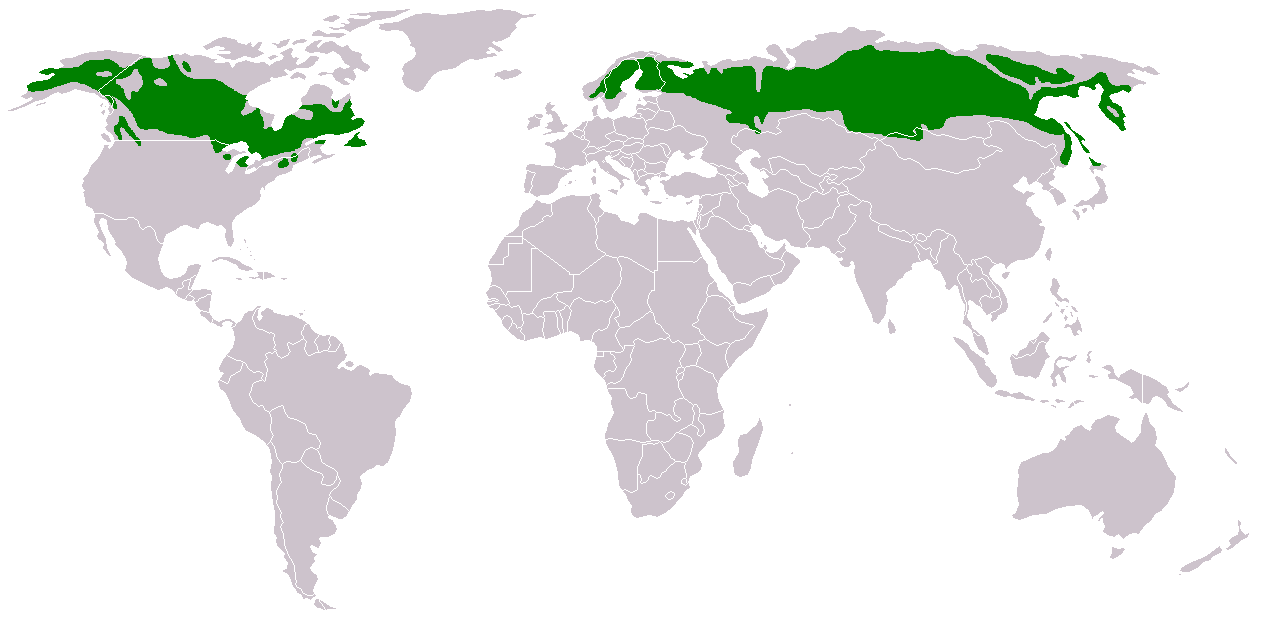
La taiga è presente alle alte latitudini dell'emisfero boreale, precedendo le zone di tundra. Le temperature medie annue sono tra 0 e

La taiga, o taigà (dal russo тайга, tajga, pronunciato [tɐjˈɡa], termine di probabile origine altaica) o foresta boreale è uno dei principali biomi terrestri, formato da foreste di conifere che ricoprono totalmente le regioni sub-artiche boreali dell'Eurasia e dell'America, costituendo un terzo della massa forestale mondiale. Sotto il profilo ecologico essa può definirsi un "paesaggio continentale" e pertanto possiede un'importanza strutturale in seno alla totalità dell'ecosfera o, se si preferisce, dell'ecosistema terrestre. Per alcune differenze, peraltro non sostanziali, si possono distinguere una taiga euro-asiatica e una taiga nordamericana.

## Descrizione

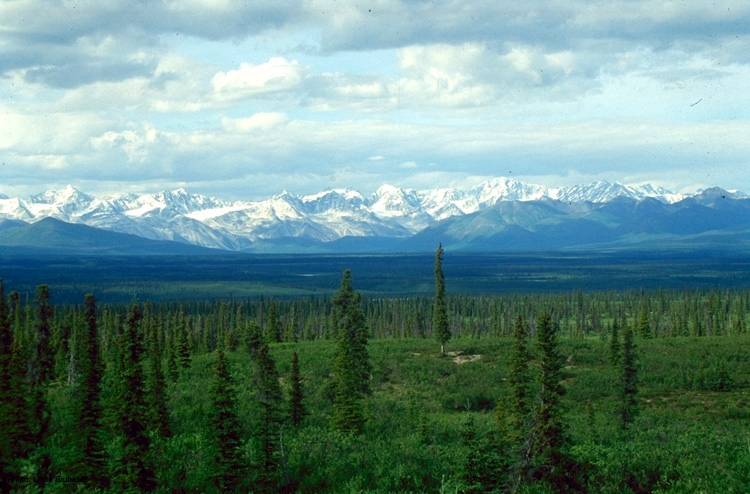
Taiga ad abete del Canada, Alaska

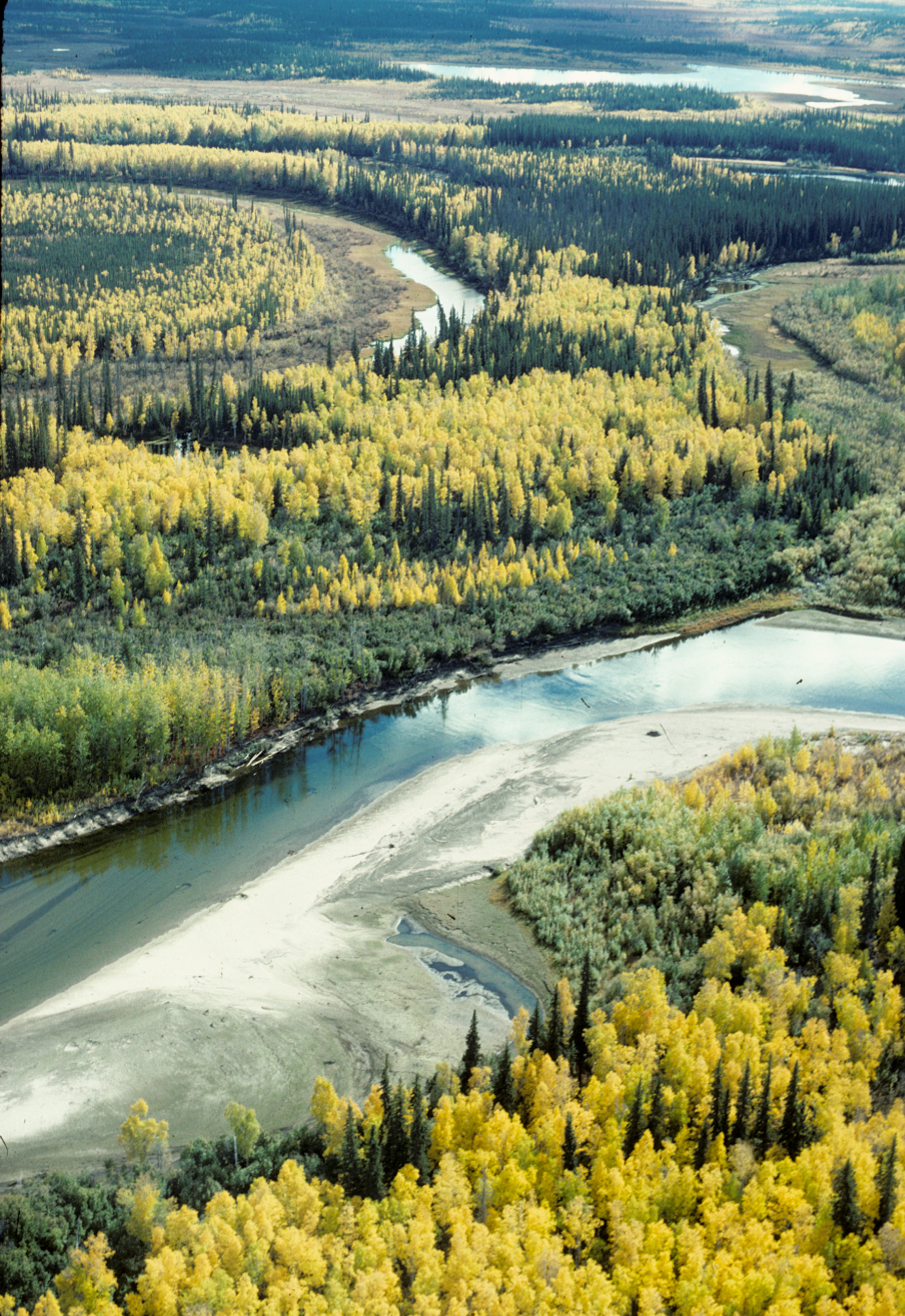
Taiga in Nord America

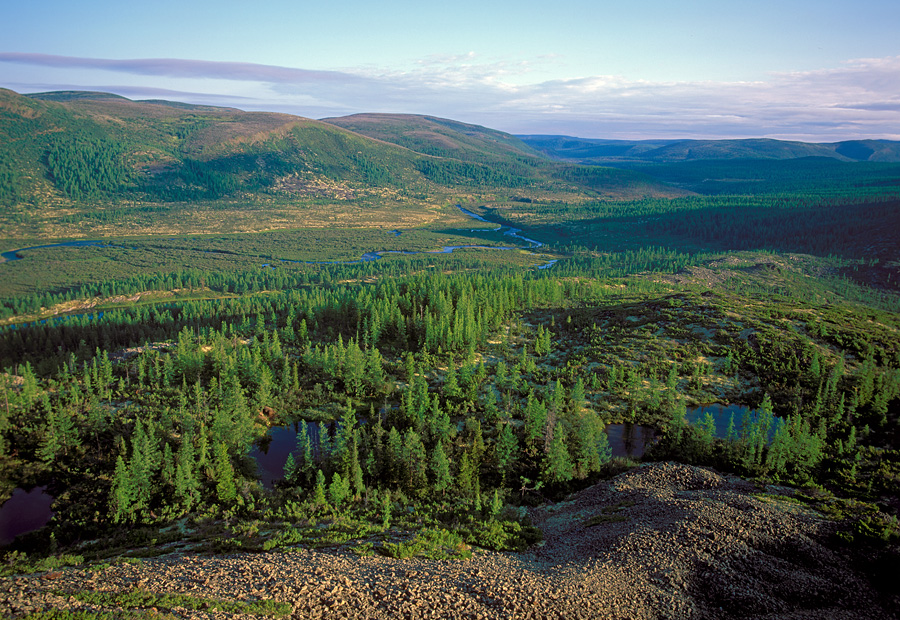
La taiga in Russia, nella riserva naturale di Baykal-Lena

La taiga forma una fascia circolare circumpolare di spessore variabile, lunga 12000 km (7000 km in Eurasia e 5000 km in America). Data la distribuzione delle terre emerse con scarsa presenza di terraferma a queste latitudini nell'emisfero meridionale, la taiga è presente quasi unicamente nell'emisfero settentrionale e molto poco in quello meridionale. 
È limitata a settentrione dalla tundra artica e a meridione dalla foresta temperata di latifoglie caducifoglie e dalla steppa alberata. Il confine tra tundra e taiga è definito dalle caratteristiche locali del disgelo estivo responsabile della ripresa vegetativa delle specie arboree. Di norma tale confine si espande verso nord all'interno delle vallate alluvionali, che, per questa ragione, sono invase dalle foreste della taiga. Questa, al contrario, retrocede verso sud in corrispondenza di quei territori, quasi sempre morenici e spesso argillosi, che occupano gli spazi interfluviali, lasciando così avanzare la tundra.
La taiga si sviluppa su terreni prevalentemente umidi e ospita, nelle frequenti radure, vaste zone umide, paludi e torbiere a stagni, sicché per molti tratti essa si presenta come un mosaico di foreste e torbiere (ecosistemi forestali e acquatici). Sono invece piuttosto scarse le forme e gli apparati ecotonali.
La composizione della flora è pressoché omogenea su tutti i continenti (quanto meno a livello di genere) e comprende anche una percentuale di latifoglie. Il sottobosco è discontinuo, a volte occupato da specie arbustive, a volte da muschi, licheni o ericacee, ma comunque sempre scarso o addirittura assente.

### Clima
Il clima è di tipo continentale, secco e rigido, piuttosto variabile, con inverni molto lunghi – da 8 a 10 mesi, ed estati brevi, ma con lungo soleggiamento. A causa della latitudine sono peraltro distinguibili solo due stagioni: quella invernale fredda, prevalente, da settembre a maggio inclusi, con una temperatura media di −9 °C e punte minime sino a −45 °C e oltre, e la stagione estiva "calda", che in alcuni anni particolarmente rigidi può ridursi a soli due mesi e far registrare 6 °C di temperatura media, con punte massime di 14-16 °C.
Le precipitazioni sono mediamente scarse (da 200-600 mm per le zone dove non piove molto a 400-800 mm per quelle più piovose), ma il suolo è frequentemente umido per la presenza di numerose falde acquifere superficiali.

### Suoli
I suoli della taiga sono tutti podsolizzati e in essi sono evidenti due soli orizzonti: quello superficiale ricco di materia organica non decomposta e quello più profondo in cui l'humus è fortemente acido e insaturo. 
Fra questi due compaiono diversi sub-orizzonti secondari, che segnano i vari stadi di decomposizione e di formazione dell'humus.
Nelle zone più settentrionali o più esposte al gelo si forma il permafrost e compaiono i suoli poligonali.
Con il freddo la materia organica proveniente dalle piante si decompone lentamente, liberando acidi organici. Questi reagiscono con elementi alcalini del suolo (calcare, magnesio, ecc.). I sali che ne risultano vengono trasportati, dalle piogge o dall'acqua di disgelo delle nevi, nelle falde o direttamente nei corsi d'acqua, dando luogo al fenomeno della lisciviazione. Di conseguenza cresce l'acidità dei suoli e la povertà di elementi vari.

## La flora
Sono specie dominanti e rappresentative della taiga:

### Taiga euro-asiatica
- Picea abies (Pinaceae) - Abete rosso
- Picea obovata (Pinaceae) - Peccio siberiano
- Picea uralensis (Pinaceae) - Abete degli Urali
- Abies sibirica (Pinaceae) - Abete siberiano
- Picea × fennica (Pinaceae) - Peccio finlandese
- Pinus sylvestris (Pinaceae) - Pino silvestre. Forma boschi più resistenti al freddo ma più radi, perché decisamente più eliofilo del Peccio. È specie pioniera.

### Taiga canadese (o foresta Hudsoniana)
- Picea mariana (Pinaceae) - Abete nero
- Picea laxa (Pinaceae)
- Abies lasiocarpa (Pinaceae) - Abete delle rocce
- Abies balsamea (Pinaceae) - Abete balsamico
- Larix laricina (Pinaceae) - Larice americano
- Larix alaskana (Pinaceae) - Larice dell'Alaska
- Pinus contorta latifolia (Pinaceae) - Pino contorto
- Pinus banksiana (Pinaceae) - Pino di Banks (su terreni sabbiosi e arenili).
- Betula papyrifera (Betulaceae) - Betulla bianca
- Betula alaskana (Betulaceae) - Betulla dell'Alaska
- Populus balsamifera (Salicaceae) - Pioppo balsamico

Nel sottobosco:
- Acer spicatum (Aceraceae)
- Sorbus americana (Rosaceae) - Sorbo del Labrador
- Cornus canadensis (Cornaceae)
- Lycopodium amotinum (Lycopodiaceae) - Licopodio (Felce)
- Ericaceae. Molte specie in fitte colonie.

### La sopravvivenza al freddo
Il clima particolarmente severo delle terre che ospitano la taiga impone alle piante una fisiologia particolare e un particolare ciclo vegetativo per resistere alle basse temperature prolungate. Si tratta di una serie di caratteristiche morfologiche e funzionali come, ad esempio, la struttura xeromorfica che contrasta la mancanza di acqua liquida nel periodo di congelamento del suolo, o la pressione osmotica elevata nei canali linfatici. Importante è la condizione di fitostasi che le piante assumono durante i mesi freddi, con arresto della funzione clorofilliana e della traspirazione, e che si prolunga per tutto il periodo invernale.
Altre caratteristiche concernono i tessuti, adattati per sostenere le sollecitazioni delle basse temperature, fino ai −50 °C e oltre per alcune specie.

## La fauna
Elenco delle principali specie mammiferi presenti nella taiga.
- Alces alces (Cervidae) - Alce
- Alces alces alces (Cervidae) - Alce europeo
- Alces alces bedfordiae (Cervidae) - Alce siberiano
- Alces alces americanus (Cervidae) - Alce americano
- Alces alces gigas (Cervidae) - Alce dell'Alaska
- Rangifer tarandus (Cervidae) - Renna/caribù
- Cervus elaphus (Cervidae) - Cervo nobile
- Cervus canadensis (Cervidae) - Cervo canadese (Wapiti)
- Capreolus capreolus (Cervidae) - Capriolo
- Ursus arctos (Ursidae) - Orso bruno
- Ursus arctos beringianus (Ursidae) - Orso bruno eurasiatico
- Ursus arctos horribilis (Ursidae) - Orso grizzly
- Vulpes lagopus (Canidae) - Volpe artica
- Vulpes velox (Canidae) - Volpe americana
- Vulpes vulpes (Canidae) - Volpe rossa
- Canis lupus (Canidae) - Lupo
- Lynx lynx (Felidae) - Lince europea
- Lynx canadensis (Felidae) - Lince del Canada
- Lynx rufus (Felidae) - Lince americana (Bobcat)
- Panthera tigris altaica (Felidae) - Tigre siberiana
- Gulo gulo (Mustelidae) - Ghiottone
- Mustela erminea (Mustelidae) - Ermellino
- Mustela putorius (Mustelidae) - Puzzola
- Martes zibellina (Mustelidae) - Zibellino
- Martes americana (Mustelidae) - Martora
- Lontra canadensis (Mustelidae) - Lontra
- Castor canadensis (Castoridae) - Castoro americano
- Castor fiber (Castoridae) - Castoro europeo
- Lemmus lemmus (Cricetidae) - Lemming
- Microtus chrotorrhinus (Cricetidae)
- Myopus schisticolor - (Cricetidae) - Lemming dei boschi
- Procyon lotor (Procionidae) - Procione
- Lepus articus (Leporidae) - Lepre delle nevi
- Erethizon dorsatum (Erethizontidae) - Porcospino americano
- Glis glis (Gliridae) - Ghiro

E fra gli uccelli:
- Tetrao urogallus uralensis (Phasianidae) - Gallo cedrone degli Urali
- Asio otus (Strigidae) - Gufo comune
- Bubo bubo (Strigidae) - Gufo reale
- Zonotrichia albicollis (Emberizidae)
- Dendroica virens (Parulidae)
- Zoothera sibirica (Turdidae) - Merlo siberiano